# Monty Woolley
Monty Woolley (Nova Iorque, 17 de agosto de 1888 - Albany, 6 de maio de 1963), foi um ator estadunidense, concorreu duas vezes ao Oscar por Os Abandonados (1942) e Desde Que Partiste (1944).

## Carreira
Woolley dirigiu peças na Broadway, em 1929, e começou a atuar em 1936, após deixar a sua carreira acadêmica. Em 1939, ele estrelou a comédia de George S. Kaufman e Moss Hart, The Man Who Came to Dinner e, mais tarde, o filme de mesmo nome, na 20th Century Fox. Ele interpretou a si mesmo na biografia cinematográfica ficcional de Cole Porter, A canção inesquecível, na Warner Bros., e o papel do professor Wutheridge, em Um Anjo Caiu do Céu (1947).
Ele também apareceu em muitos programas de rádio, tornando-se uma presença familiar em programas como The Fred Allen Show, Duffy's Tavern, The Big Show, The Chase e Sanborn Hour, com Edgar Bergen e Charlie McCarthy, entre outros. Em 1950, Woolley conseguiu o papel de protagonista na série da NBC, The Magnificent Montague. O programa foi exibido entre novembro de 1950 e setembro de 1951.
Woolley apareceu pela primeira vez na televisão como convidado especial e, depois, em sua própria série, On Stage com Monty Woolley. Ele estrelou numa adaptação da CBS de The Man Who Came to Dinner, em 1954, e apareceu em outros dramas televisionados, como na série Best of Broadway.
Após completar o seu último filme, Um Estranho no Paraíso (1955), ele retornou à rádio por cerca de um ano, após o qual ele foi forçado a se aposentar devido a problemas de saúde.
Woolley foi indicado duas vezes ao Oscar, como Melhor Ator, em 1943, por Os Abandonados e Melhor Ator Coadjuvante em 1945 por Desde Que Partiste. Ele ganhou um prêmio de Melhor Ator do National Board of Review, em 1942, por seu papel em The Pied Piper.
Ele deixou as marcas de suas mãos e barba no TCL Chinese Theatre, em 1943. Woolley recebeu uma estrela na Calçada da Fama de Hollywood em 1960, oficialmente listada na categoria "cinema", embora a estrela tenha o emblema da televisão.

## Filmografia
- Ladies in Love (1936)[2] (sem créditos e não confirmado)
- Live, Love and Learn (1937) - Mr. Bawltitude
- Nothing Sacred (1937) - Dr. Oswald Vunch (sem créditos)
- Everybody Sing (1938) - John Fleming
- Arsène Lupin Returns (1938) - Georges Bouchet
- The Girl of the Golden West (1938) - Governor
- The Forgotten Step (1938, curta-metragem) - o colecionador de arte
- Three Comrades (1938) - Dr. Jaffe
- Lord Jeff (1938) - Jeweler
- Vacation from Love (1938) -Convidados do casamento no carro (sem créditos)
- Young Dr. Kildare (1938) - Dr. Lane-Porteus
- Artists and Models Abroad (1938) - Gantvoort
- Zaza (1939) - Fouget
- Midnight (1939) - The Judge
- Never Say Die (1939) - Dr. Schmidt
- Man About Town (1939) - Henri Dubois
- Honeymoon in Bali (1939) - Parker (sem créditos)
- Dancing Co-Ed (1939) - Professor Lange
- See Your Doctor (1939, curta-metragem) - Doctor (sem créditos)
- The Man Who Came to Dinner (1942) - Sheridan Whiteside
- The Pied Piper (1942) - John Sidney Howard
- Life Begins at Eight-Thirty (1942) - Madden Thomas
- Holy Matrimony (1943) - Priam Farll
- Since You Went Away (1944) - Col. William G. Smollett
- Irish Eyes Are Smiling (1944) - Edgar Brawley
- Molly and Me (1945) - John Graham
- Night and Day (canção) (1946) - Monty
- Paris 1900 (1947 documentary) - narrador (versão EUA)
- The Bishop's Wife (1947) - Professor Wutheridge
- Miss Tatlock's Millions (1948) - Miles Tatlock
- As Young as You Feel (1951) - John R. Hodges
- Kismet (1955) - Omar